# Polizeiruf 110: Schwere Jahre (1. Teil)
Schwere Jahre (1. Teil) ist ein deutscher Kriminalfilm von Hans-Joachim Hildebrandt aus dem Jahr 1984. Der Fernsehfilm erschien als 90. Folge der Filmreihe Polizeiruf 110 und erlebte in der gleichnamigen Folge 91 seine Fortsetzung.

## Handlung
Hauptmann Wolfgang Reichenbach ist gerade mit seiner Frau im Urlaub angekommen, als er schon wieder von seiner Dienststelle zurückbeordert wird. In seinem Heimatdorf Beiersdorf sind zwei Männer in einem alten Bergwerksstollen verschüttet worden. Sie wollten den Gerüchten, dass im Stollen Wertgegenstände aus NS-Zeiten versteckt sind, auf den Grund gehen. Dabei brach ein Stollen ein, wobei dort lagernde Munition aus dem Zweiten Weltkrieg explodierte. Die Rettungskräfte fanden bei ihrer Suchaktion zunächst nur eine skelettierte Leiche, die anhand von Ehering und Erkennungsmarke als Erwin Reichenbach identifiziert werden konnte – Wolfgang Reichenbachs vor 34 Jahren spurlos verschwundener Vater. Wolfgang Reichenbach überbringt seiner Mutter Gertrud die Nachricht, dass man Erwin gefunden habe. Sie weiß sofort, dass es damals Richard Grabler war, der Erwin umgebracht hat. Sie fordert Wolfgang auf, Grabler zu finden und zu stellen. Wolfgang jedoch glaubt, dass Grabler schon lange verstorben ist.
Beim Stollen denkt Wolfgang an das Jahr 1945 zurück und die Geschehnisse von damals rollen sich auf. Der Hitlerjunge Wolfgang sucht kurz vor Kriegsende mit einem Freund im Stollen Schutz vor einem Luftangriff, als sie Richard Grabler finden. Er ist in Häftlingskleidung, gibt vor, aus dem KZ geflohen zu sein, und bittet um Essen und Trinken. Wolfgangs Großvater versorgt ihn mit Kleidung und Essen. Nach Kriegsende überredet der Gutsbesitzer von Colani den amerikanischen Kommandanten, Grabler zum Bürgermeister zu machen. Zunächst mit Wolfgang befreundet, wird Grabler bald abweisend. Er findet in seinem neuen Schreiber Vogler einen Vertrauten und spannt Wolfgang seine Freundin Anneliese Abeleit aus. Anneliese wird von Grabler schwanger und bringt einen Jungen zur Welt. Heiraten will Grabler sie nicht; er rechtfertigt dies mit der Arbeitsbelastung als Bürgermeister.
Früher als gedacht kehrt Wolfgangs Vater Erwin aus der Kriegsgefangenschaft zurück, hatte er sich doch mit der Rettung von Widerständlern vor Kriegsende positiv bewährt. Erwin freundet sich mit Grabler an und nimmt seine alte Arbeit als Eisenbahner wieder auf. Großbauer Schwertfeger – der Grablers Vergangenheit kennt – wird ermordet. Der ehemalige KZ-Häftling Paul Wunderlich, der inzwischen Kreisrat geworden ist, nimmt Erwin in den Polizeidienst auf. Sein Vorgesetzter Vallenda überträgt ihm jedoch nur kleine Aufgaben, nicht nur weil er ihn für den Dienst nicht geeignet hält. Gleichzeitig versucht Vallenda auch, jedes Recherchieren in der Vergangenheit zu unterbinden. Vallenda ist, wie Vogler und Grabler, unter falschem Namen im Dorf. Zu NS-Zeiten waren sie alle in Verbrechen verstrickt. Chef ihrer Bande ist Herr von Colani, der seine Wertgegenstände in den Stollen hat bringen lassen, aus dem ihm seine Handlanger vor Ort hin und wieder Gegenstände schicken sollen. Colani selbst hat sich in den Westen abgesetzt. Brände und Morde, die auf seine Anweisung hin begangen wurden, um frühere Mitwisser mundtot zu machen, werden von Vallenda und Grabler gedeckt. Sie geben den Russen die Schuld an den Verbrechen. Dann trifft Käthe Buschhorn, die als Hausmädchen bei Colani arbeitete, auf Reichenbach. Käthe wollte eigentlich Colanis ehemaligen Sekretär Krassert anzeigen, weil er schwarz falschen Süßstoff verkauft hatte. Vallenda erkennt die Gefahr für die Bande und lässt Käthe durch Krassert mit einem Messerstich in den Rücken ermorden. Erwin will diesen Fall unbedingt lösen und beginnt zu recherchieren. Dabei stößt er nicht nur auf Voglers wahre Identität und lässt ihn festnehmen, sondern deckt auch Grablers Vergangenheit auf. Grabler war nicht im KZ, sondern wegen Mordes im Zuchthaus und heißt in Wirklichkeit Richard Schrader. Als sich die Schlinge immer enger um Grabler zieht, legt er Erwin eine Falle und lockt ihn in den Stollen. Hier erschießt Grabler ihn.
In der Gegenwart kommt Wolfgang Reichenbach nach der Identifizierung seines toten Vaters aus dem Stollen. In der Ferne beobachtet ein ergrauter Vogler das Geschehen und verschwindet ungesehen wieder.

## Produktion
Schwere Jahre entstand als zweiteiliger Fernsehfilm, wobei der erste Teil Ereignisse aus der Vergangenheit behandelte und Teil zwei die Tätersuche in der Gegenwart. Anlass der Polizeiruf-Doppelfolge war der 35. Jahrestag der Gründung der DDR.
Schwere Jahre wurde vom 15. April bis 30. September 1983 unter anderem in Berlin und verschiedenen Dörfern in Sachsen-Anhalt, der zweite Teil auch an der Ostseeküste (Stralsund, Insel Rügen, Prerow) gedreht. Die Kostüme des Films schuf Jutta Geißel-Burkhardt, die Filmbauten stammen von Manfred Glöckner und Jürgen Schmidt. Der Film erlebte am 29. Juni 1984 im 1. Programm des Fernsehens der DDR seine Premiere. Die Zuschauerbeteiligung lag bei 56,4 Prozent.
Es war die 90. Folge der Filmreihe Polizeiruf 110. Hauptmann Wolfgang Reichenbach ermittelte in seinem 3. Fall und Oberstleutnant Brandner in seinem 1. Fall. Die Kritik nannte den Zweiteiler „nicht sonderlich originell…“ und bezeichnete den Versuch der Symbiose von epischem Fernsehfilm mit aktuellem Kriminalfilm als nicht aufgegangen.